# Mile End (Montréal)
 (juin 2025).
Si vous disposez d'ouvrages ou d'articles de référence ou si vous connaissez des sites web de qualité traitant du thème abordé ici, merci de compléter l'article en donnant les références utiles à sa vérifiabilité et en les liant à la section « Notes et références ».
Pour les articles homonymes, voir Mile End.
Le Mile End est un quartier de la ville de Montréal, au Québec, (Canada). Il est un des six quartiers de référence de l'arrondissement du plateau Mont-Royal.

## Toponyme

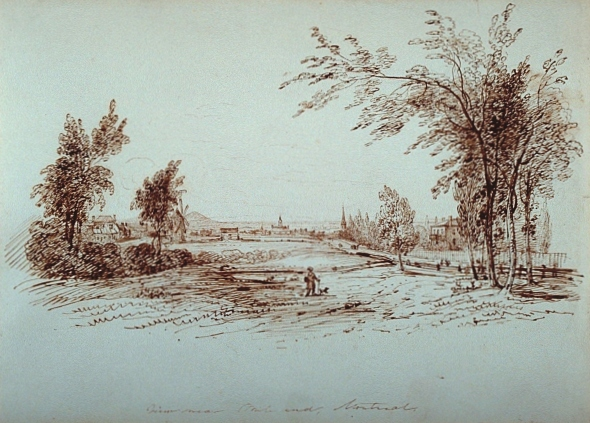
Vue du Mile End, Montréal
James Duncan, 1831

Le toponyme Mile End provient de l'anglais et signifie « à la fin du mille ». Selon une explication répandue, le nom ferait allusion à la distance d'un mille (environ 1,6 km) qui séparait une piste de course hippique des limites de Montréal. Cette explication attribuable à l'ancien archiviste Conrad Archambault (1893-1980) a été longtemps relayée par la ville de Montréal et a été reprise par la Commission de toponymie du Québec, mais elle est dorénavant contestée. Un historien affirme ceci : « Le problème avec l'explication de M. Archambault, [...] c'est que les pistes de course de chevaux étaient nombreuses et souvent éphémères au XIXe siècle. Alors pourquoi celle-là plutôt qu'une autre? D'autant plus que celle qu'il désigne dans sa notice comme étant à l'origine du nom se situe à l'extérieur du territoire de la municipalité du Mile End. Mais, surtout, le terme Mile End était d'usage courant à Montréal plus d'un demi-siècle avant la création de la piste repérée par l'archiviste. »
Selon le même chercheur, le nom de Mile End aurait en fait été emprunté à celui de la ferme et auberge Mile End Farm, ouverte par le boucher d'origine britannique John Clark au début des années 1800. Il ajoute que ce nom faisait allusion au carrefour de deux chemins proche de ladite ferme. Ce carrefour correspond à l'actuelle intersection du boulevard Saint-Laurent et de l'avenue du Mont-Royal, qui se situe à un mille de l'actuelle rue Sherbrooke, soit (à l'époque) la frontière entre la campagne et la ville.
Selon un linguiste québécois, le gentilé usuel anglais dérivé du toponyme est Mile Ender, alors qu'en français il s'agit de Milendois (plus rarement écrit Mile-Endois). Il signale aussi que le gentilé français Finmillois est un néologisme rare et fournit le blason populaire Baguelois.

## Description

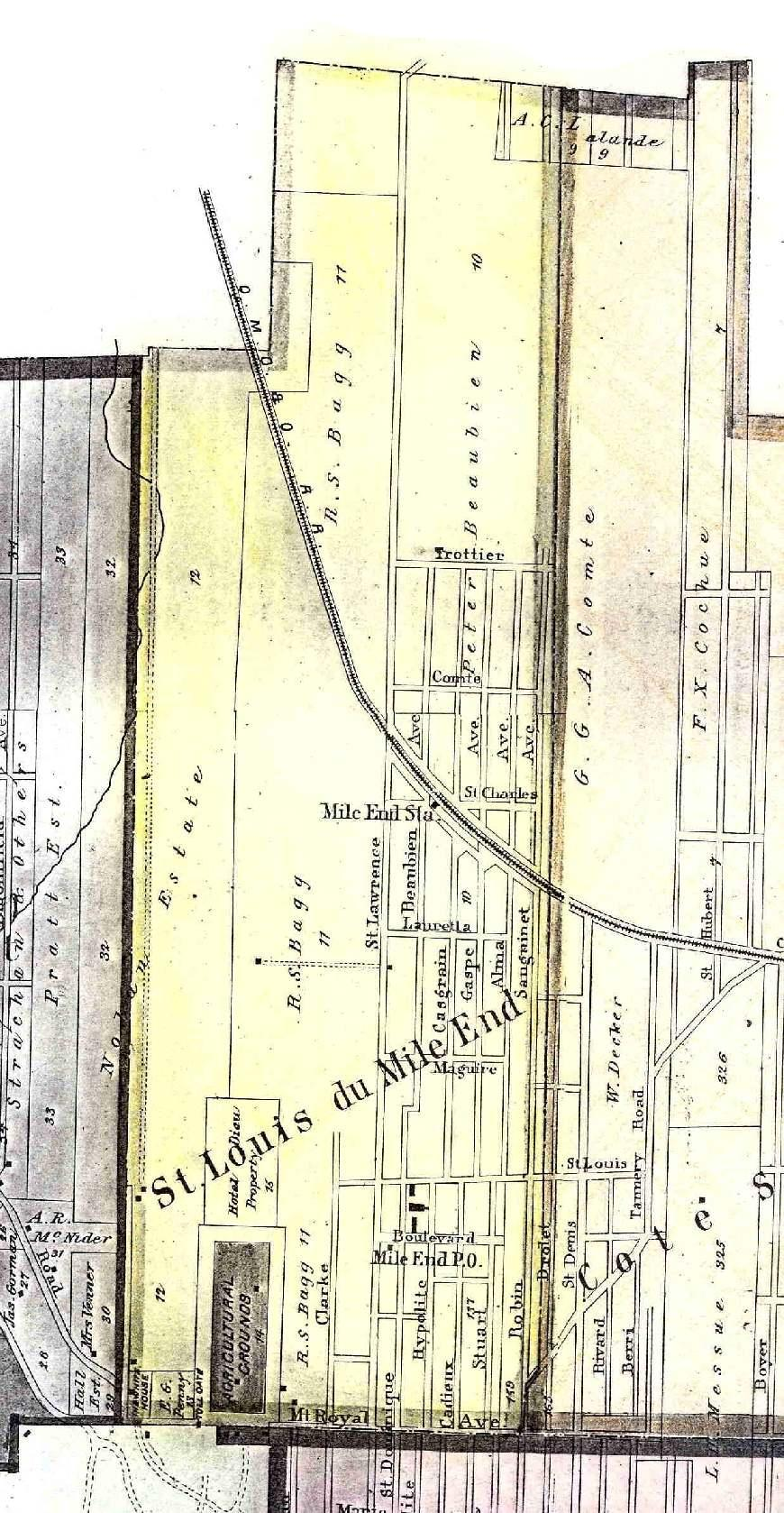
Carte, 1879

Le Mile End fait officiellement partie de l'arrondissement de Plateau-Mont-Royal, mais les Montréalais différencient habituellement les deux quartiers, du fait que le Mile End, un des secteurs les plus bilingues de Montréal, est situé quelques rues à l'ouest du cœur du Plateau, majoritairement francophone.
Son territoire est souvent délimité par la rue Hutchison à l'ouest, la rue Henri Julien et la rue de Bullion à l'est, le Chemin de fer Canadien Pacifique au nord et l'avenue du Mont-Royal au sud. Mais le district municipal officiel du Mile End est plus grand et s'étend jusqu'au parc Laurier et la rue Christophe-Colomb à l'est.
Les principales artères du Mile End sont le boulevard Saint-Laurent, la rue Saint-Urbain et l'avenue du Parc en direction nord-sud, et l'avenue Laurier, l'avenue Fairmount, la rue Saint-Viateur et la rue Bernard en direction est-ouest.
Les boulangeries Fairmount et St-Viateur, spécialisées dans les bagels, sont emblématiques du quartier.

### Un quartier d'innovation
Depuis les années 2000, le Mile-End est connu comme un pole d'innovation majeur à Montréal, où se concentrent nombre d'entreprises spécialisées en développement de jeux vidéos, intelligence artificielle et apprentissage automatique.  
Le Mile-End abrite l'Institut des algorithmes d'apprentissage de Montréal (MILA), l'Institut de valorisation des données (IVADO), Element AI, le laboratoire en intelligence artificielle de la société française Thales ainsi que la division d'IA du groupe Desjardins. L'entreprise Hexoskin, pionnière dans le développement de vêtements intelligents, capteurs, et de logiciels d'analyse de données de santé, y a également établi son siège et y concentre ses activités de recherche et développement. L'entreprise de logiciels d'infographie 3D Discreet Logic a marqué le quartier en rénovant un étage d'une ancienne usine de textiles au début des années 1990. En 1997, cet espace devient les nouveaux studios montréalais du développeur de jeux vidéo Ubisoft, agrandis par la suite pour occuper la majeure partie de l'immeuble. Behaviour Interactive, est également établit dans le quartier du Mile-End.

### Un quartier d'artistes
Depuis les années 1980, le Mile-End est connu comme un quartier à vocation largement artistique, peuplé par des artistes, des musiciens, des écrivains et des cinéastes. On y retrouve de nombreuses galeries d'art, des ateliers de designers, des boutiques et des cafés. 

Le Mile-End est nettement plus fortuné et plus populaire depuis le milieu des années 1990 :  la concentration d'entreprises leader dans leur domaine, l'augmentation des loyers, l'apparition de nouvelles boutiques haut de gamme, en témoignent. 

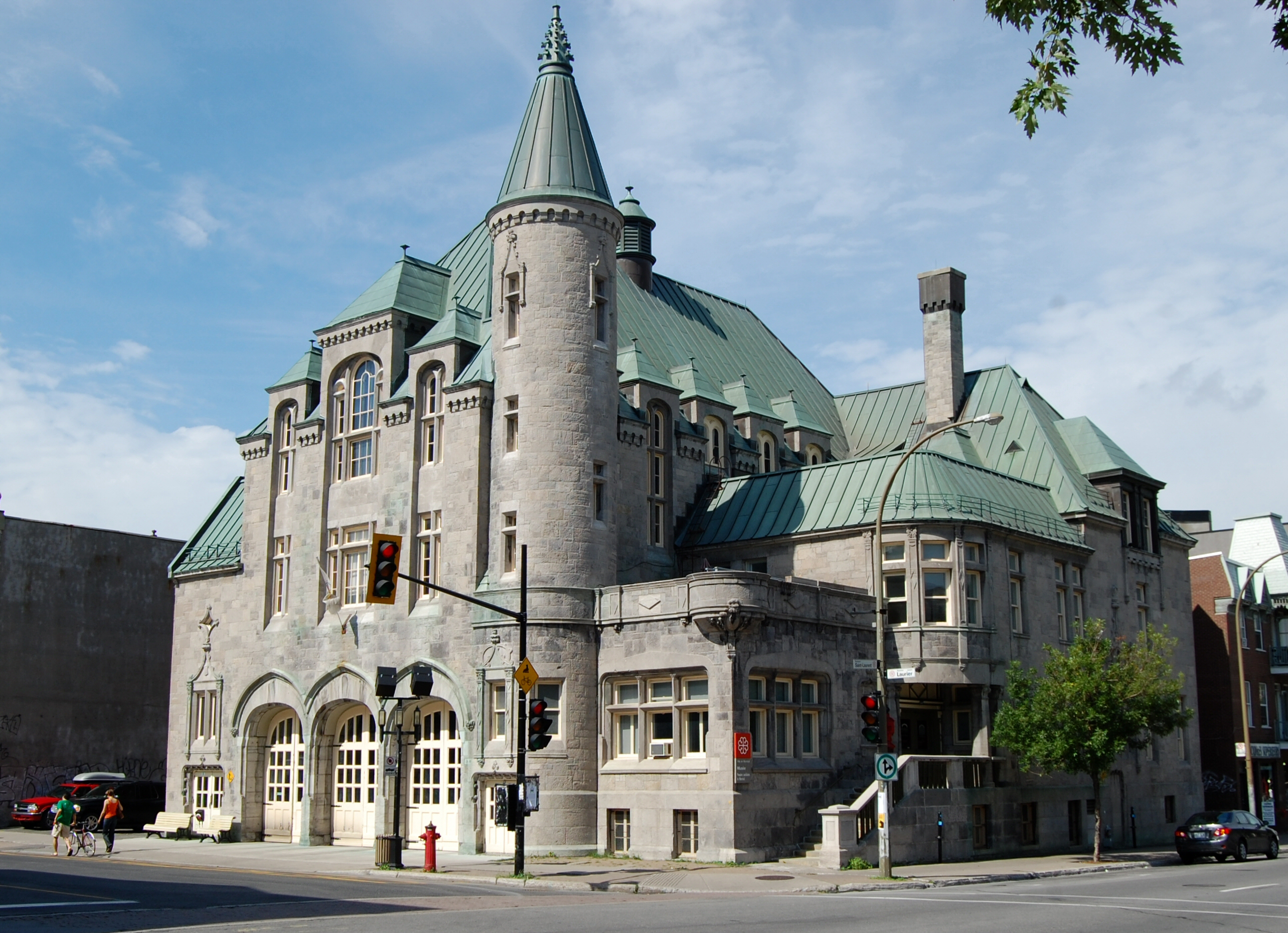
Caserne 30, l'ancien Hôtel de ville de Saint-Louis du Mile-End

Récemment, le Mile End fut considéré par plusieurs magazines musicaux et de mode spécialisés, notamment Spin et Pitchfork, comme le cœur de la scène artistique indépendante de Montréal. Plusieurs salles de spectacles du boulevard Saint-Laurent ont en effet contribué à l'émergence de la scène rock indépendant, comme la Sala Rossa, la Casa del Popolo, Le Cabaret du Mile End, El Salon (aujourd'hui fermé) ou le Salon Vert-Green room (également fermé à cause d'un incendie). La forte présence de label indépendants, notamment Bonsound, Dare to Care/Grosse Boîte, Indica Records, Mindique et Constellation Records y contribue aussi. La marque montréalaise Frank And Oak a par ailleurs établit son atelier de création et son siège social dans le Mile-End. 
Des artistes de disciplines multiples (musiciens, peintres, auteurs, cinéastes) y vivent et l'appellent couramment le Rez (sans doute une déformation ou apocope du mot «réseau» ou «résidence»), en raison de sa forte population artistique, et du fait qu'il agisse, depuis les deux dernières décennies, en tant que noyau culturel montréalais. Diverses idéologies artistiques y foisonnent, notamment celle de l'Autre Vague, une appellation familière désignant un mouvement librement inspiré par l'ère de la Nouvelle Vague, et dont les artistes et artisans se distinguent par une approche référentielle mais non-plagiaire, à la fois post-moderne et classique.
L'écrivain Mordecai Richler, qui a grandi rue Saint-Urbain pendant les années 1930 et 40, a immortalisé le Mile End dans plusieurs de ses ouvrages. L'acteur William Shatner a également grandi dans ce quartier.

### Fictions situées dans le Mile-End

#### Livres
- L'Apprentissage de Duddy Kravitz, Mordecai Richler, 1959
- The Street (en), Mordecai Richler, 1969
- Hadassa, Myriam Beaudoin, 2006, Éditions Leméac
- Lekhaim! - Chroniques de la vie hassidique à Montréal, Malka Zipora, 2006, Les éditions du passage
- The Angel Riots, Ibi Kaslik, 2008, Penguin
- The Hipless boy, Sully, 2009, Conundrum Press
- Mile End, Michel Hellman, novembre 2011, Éditions Pow Pow,  (ISBN 978-2-924049-01-3)
- Le Sourire de la Petite Juive, Abla Farhoud, 2011, VLB éditeur  (ISBN 978-2896493043)
- Mile End Stories, Pierre-Marc Drouin, 2011, Éditions Québec-Amérique
- Madame Coquelicot, Pascal Henrard, Hélène Meunier, 2013, Éditions du Phoenix,  (ISBN 978-2-924253-00-7)

#### Cinéma
- L'Apprentissage de Duddy Kravitz de Ted Kotcheff (1974)
- Lies My Father Told Me de Ján Kadár (1975)
- La Rue (en) de Caroline Leaf (1976)
- Les Amours imaginaires de Xavier Dolan (2010)
- Starbuck de Ken Scott (2012)
- Conte du Mile End de Jean-François Lesage (2013)
- Félix et Meira de Maxime Giroux  (2014)

## Histoire

### Origines

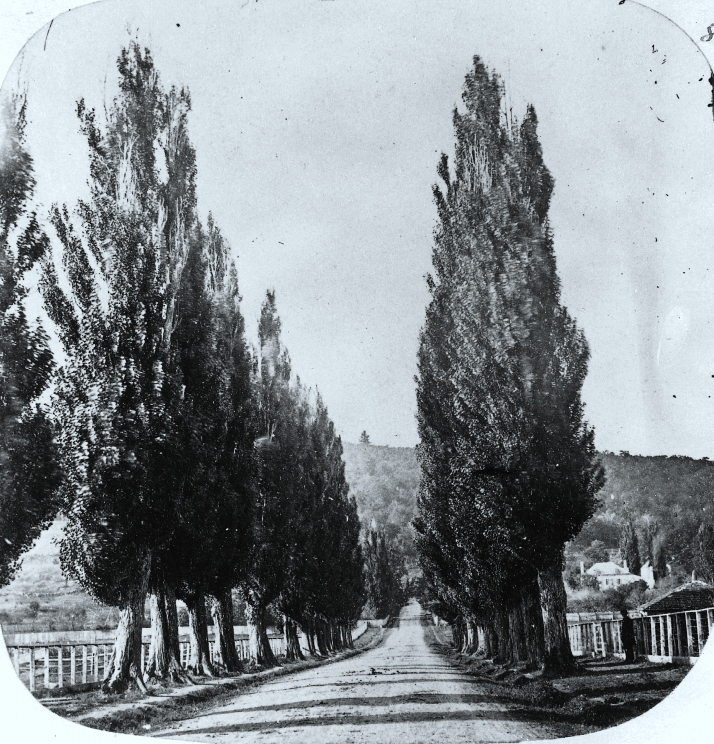
Chemin Mile End, 1859

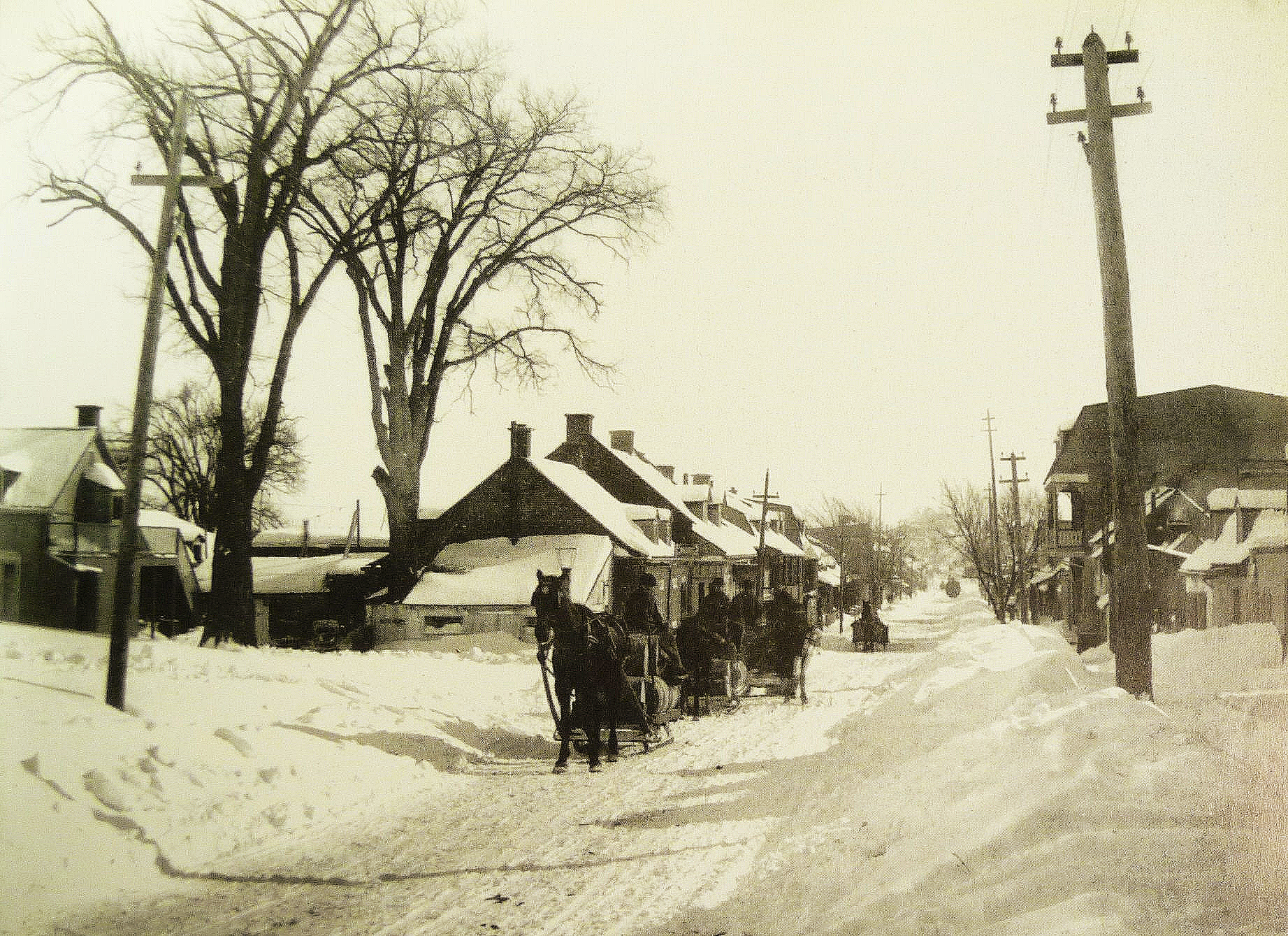
L'ancien chemin Saint-Laurent, depuis le l'ancienne rue du Palais, vers 1880

Les plans du XIXe siècle situent le toponyme Mile End au carrefour du chemin (maintenant boulevard) Saint-Laurent et de l'actuelle avenue du Mont-Royal. À l'époque, il s'agissait du chemin de la Côte-Sainte-Catherine vers l'ouest et le chemin de la Côte-Saint-Louis vers l'est. Plus tard, un tronçon du chemin est devenu le chemin Mile-End. Le nom Mile End tire son origine vraisemblablement de la banlieue éponyme de l'est de Londres. Contrairement à la croyance populaire, le Mile End montréalais ne se trouve à un mille près d'aucune limite officielle. Néanmoins, en suivant le chemin Saint-Laurent vers le nord, il est à un mille de la rue Sherbrooke, qui marquait la limite nord de l'urbanisation au début du XIXe siècle.
Le Mile End était en plus le premier carrefour important au nord de la barrière de péage installée à la limite municipale de 1792. La distance entre le carrefour et la barrière était de 0,4 mille ou environ 0,6 km. La limite de la ville avait été établie à 100 chaînes anglaises (1,25 mille ou environ 2 km) au nord des fortifications. Elle croisait le chemin Saint-Laurent un peu au sud de l'actuelle avenue Duluth.
Déjà en 1815, il existait une auberge de Mile-End, fréquentée par des gens notables tels Stanley Bagg, un entrepreneur anglais et propriétaire terrien. Les plus anciennes citations écrites du nom Mile End se trouvent dans des annonces publiées en anglais et en français dans la Gazette durant l'été 1815. En juillet, Stanley Bagg a annoncé la vente de sa ferme à (Côte) Sainte-Catherine, c.-à-d. Outremont, près de l'auberge de Mile-End. Le 7 août, le texte suivant a paru (les fautes d'orthographe dans le texte) :

« ECARTÉE ou VOLÉE  sur le Pacage de Stanley  Bagg, à  l'auberge  de  Mile-End, vers la fin de Juin  dernier, un CHEVAL BAI, âgé d'environ 10  ans, ayant le front blanc, et des taches blances aux pieds. Quiconque informera où l'on pourra trouver le Cheval ou le Voleur, recevra une récompense de DIX PIASTRES, et ses dépenses raisonnables lui seront payées. »

— STANLEY BAGG. Montréal, Mile-End, le 4 d'Août, 1815.
Une photo de Notman prise en 1859 montre des membres du Montreal Hunt Club qui se mettent en route sur le chemin Mile-End.
Le chemin de la Côte-Saint-Louis prend les noms de Chemin des tanneries et Chemin des carrières, car il mène d'abord à une tannerie, ensuite à des carrières où on puise la pierre calcaire caractéristique de l'architecture montréalaise. Le village de la Côte Saint-Louis (établi en 1846) est apparu près des carrières, à l'est du Mile-End moderne, son noyau villageois étant situé autour de l'actuelle intersection de la rue Berri et de l'avenue Laurier. Par la suite, une chapelle de l'enfant Jésus est construite en 1848 près du chemin Saint-Laurent. En 1857-8, la chapelle fut remplacée par l'église Saint-Enfant-Jésus du Mile-End. Cette église, œuvre de l'architecte Victor Bourgeau, fut «modernisée», en 1898, par l'ajout d'une nouvelle façade par l'architecte Alphonse Venne et représente le premier bâtiment important du futur quartier Mile End. Il amorce le noyau civique qui sera constitué par l'hôtel de ville, la caserne, le bureau de poste, ainsi que par l'aménagement majestueux du futur boulevard Saint-Joseph et par la banque «Mercantile», angle Laurier et Saint-Laurent.